# 柯州
柯州是唐代黔州都督府所屬的一個州，武德四年更牂州名柯州，後復故名，是唐代招撫當地土著所設置的州縣，一般由其頭人任州官。其轄地在今貴州省甕安縣、餘慶縣附近一帶地方。